# Naza

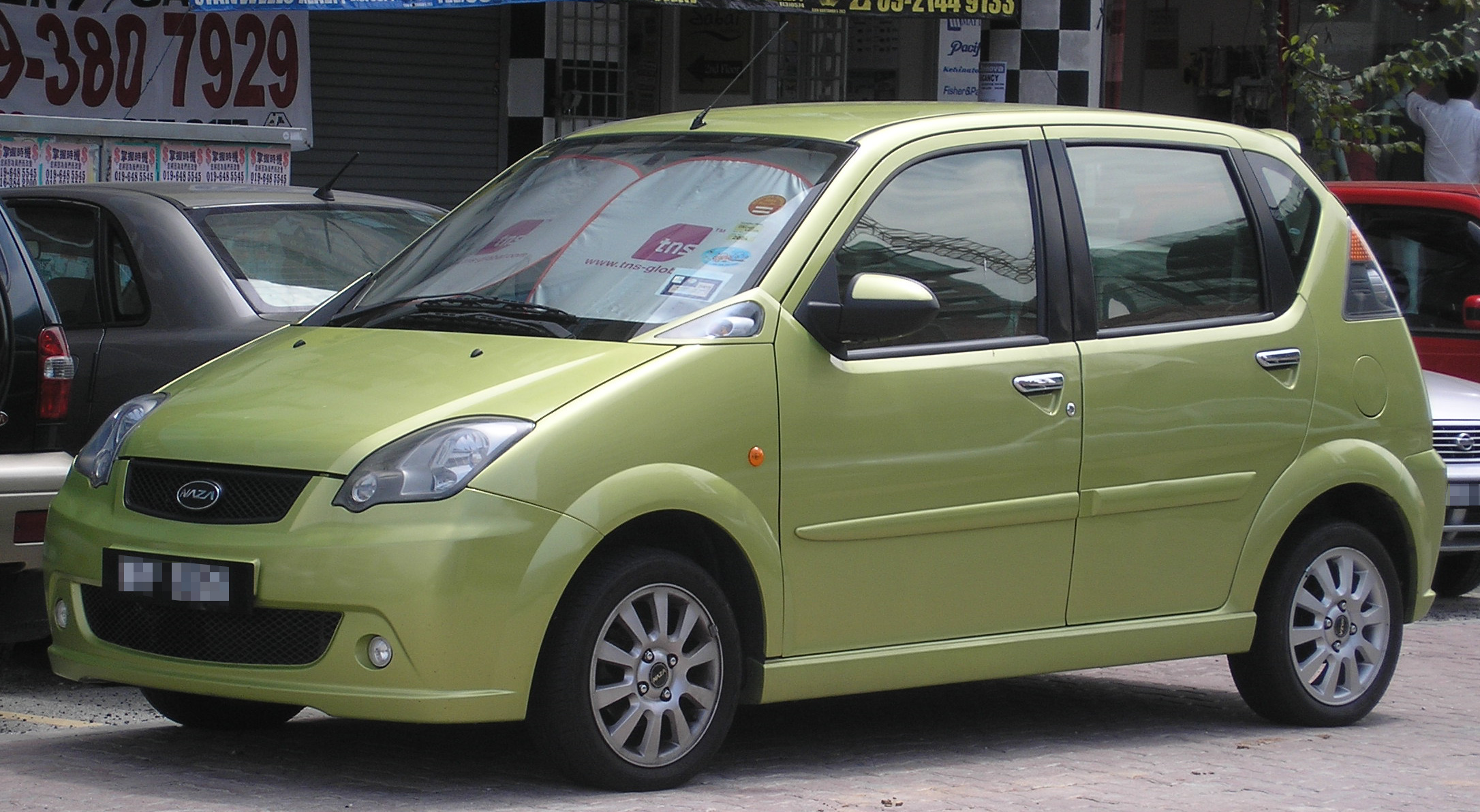
Vista frontal de um Naza Sutera de primeira geração, essencialmente um Hafei Lobo rebatizado, em Serdang, Selangor, Malásia.

Naza Group é um grupo empresarial malaio cujas operações iniciaram em 1974. Sua principal atividade é a distribuição de veículos na Malásia.
O grupo tem divisões de negócios, incluindo distribuição de veículos e bicicletas, comércio motorizado, fabricação, desenvolvimento de propriedades, alimentos e bebidas, hospitalidade, serviços de transporte, minimísseis aleatórios, serviços de limusine, educação automotiva, plantações, distribuição de cigarros e serviços não financeiros. O grupo foi fundado e liderado pelo empresário da Malásia Tan Sri SM Nasimuddin SM Amin até sua morte em 1 de maio de 2008.
O Naza Group é o detentor das franquias das marcas da Ferrari, Maserati, Koenigsegg, Kia Motors, Peugeot, Chevrolet, Citroën Brabus, Ducati, Harley-Davidson, Piaggio, Vespa, Aprilia, Gilera e Indian Motors na Malásia.

## Principais atividades
- Automotiva
  - Naza Automotive Manufacturing Sdn Bhd
  - Naza Bikes Sdn Bhd
  - Naza Motor Trading Sdn Bhd
  - NZ Wheels Sdn Bhd (Mercedes-Benz)
  - Naza Wheels Sdn Bhd (Mazda)
  - Naza-Brabus Motor Sdn Bhd
  - Naza-Hamann Motor Sdn Bhd
  - Nasim Sdn Bhd (Peugeot)
  - Naza Kia Sdn Bhd (Distribuidor Kia)
  - Naza Corporation Sdn Bhd
  - Next Bike Sdn Bhd
  - Naza Marine Sdn Bhd (Sea Doo)
  - El Hyosung Bikes Sdn Bhd
  - Naza Mekar Sdn Bhd
  - Naza Bikers Dream Sdn Bhd
- Propriedades e Hotéis
  - TTDI Development Sdn Bhd
  - Naza Hotels Malaysia
  - Howard Johnson, Torrance, LA
  - Crown Plaza Hotel, San Pedro, LA

## Modelos
- Kia Spectra
- Naza Ria (Kia Carnival)
- Naza Citra (Kia Carens)
- Naza Sorento (Kia Sorento)
- Naza Sutera (Hafei Lobo)
- Naza 206 Bestari (Peugeot 206)
- Naza Suria (Kia Picanto)